# Dusona longiseta
Dusona longiseta là một loài tò vò trong họ Ichneumonidae.